# In Azaoua

In Azaoua  est un site au Niger, dans le désert du Sahara, à trois kilomètres au sud de la frontière entre l'Algérie et le Niger.
Sur place, un puits servait aux caravanes et, au XIXe siècle, marquait la frontière entre deux entités touaregs : le sultanat de l'Aïr au sud et la confédération Ahaggar au nord.
En février 1899, la mission Foureau-Lamy atteint In Azaoua. Le commandant Lamy décide d'y laisser une section d'hommes et d'y établir une redoute - baptisée Flatters - en hauteur, à 800 mètres du puits.
À l'époque coloniale, le site devient un repère du tracé de la frontière entre l'Algérie française et la colonie du Niger.
Depuis les années 1960, le cheminement par In Azaoua est déconseillé par les autorités algériennes avec l'établissement d'une route transfrontalière entre In Guezzam et Assamaka, au sud-ouest.